# کنجی کویاما
کنجی کویاما (ژاپنی: 小山健二؛ زادهٔ ۵ سپتامبر ۱۹۷۲) بازیکن فوتبال اهل ژاپن است.